# Строково (Брейтовский район)
Строково — деревня в Брейтовском районе Ярославской области. Входит в состав Брейтовского сельского поселения.

## География
Находится в северо-западной части Ярославской области на расстоянии приблизительно 11 км на юг-юго-запад по прямой от административного центра района села Брейтово.

## История
Была отмечена еще на карте 1798 года. В 1859 году здесь (деревня Мологского уезда Ярославской губернии) было учтено 27 дворов, в 1898 — 40.

## Население
Численность населения: 150 человек (1859 год), 22 (русские 95 %) в 2002 году, 10 в 2010.